# Chalybion bonneti
Chalybion bonneti là một loài côn trùng cánh màng trong họ Sphecidae, thuộc chi Chalybion. Loài này được Leclercq miêu tả khoa học đầu tiên năm 1966.